# Droga wojewódzka 579
Die Droga wojewódzka 579 (DW 579) ist eine 52,8 Kilometer lange Droga wojewódzka (Woiwodschaftsstraße) in der polnischen Woiwodschaft Masowien, die Kazuń Polski mit Radziejowice verbindet. Die Straße liegt im Powiat Nowodworski, im Powiat Warszawski Zachodni, im Powiat Grodziski und im Powiat Żyrardowski.

## Straßenverlauf
Woiwodschaft Masowien, Powiat Nowodworski
- 00 km  Anschlussstelle, Kazuń Polski (S 7, E 77, DK 85)
- 06 km  Cybulice Małe (DW 889)

Woiwodschaft Masowien, Powiat Warszawski Zachodni
- 21 km  Leszno (DW 580)
- 28 km  Błonie (DK 92)
- 29 km  Błonie (DW 587)

Woiwodschaft Masowien, Powiat Grodziski
- 34 km   Anschlussstelle, Tłuste (A 2, E 30)
- 39 km  Grodzisk Mazowiecki (DW 719)
- 41 km  Grodzisk Mazowiecki (DW 719)

Woiwodschaft Masowien, Powiat Żyrardowski
- 52 km  Anschlussstelle, Radziejowice (S 8, E 67)